# Powrót do przyszłości (trylogia)
Powrót do przyszłości (ang. Back to the Future) – seria trzech filmów science-fiction w reżyserii Roberta Zemeckisa, nakręconych w latach 1985, 1989 i 1990.
Głównymi bohaterami filmów są dwaj przyjaciele – nastolatek Marty McFly (Michael J. Fox) i doktor Emmett „Doc” Brown (Christopher Lloyd), podróżujący w czasie DeLoreanem, który dr Brown wyposażył w kondensator strumienia umożliwiający owe podróże.
Na bazie filmów powstał również serial animowany, opisujący przygody bohaterów po wydarzeniach z trzech części.

## Obsada

Graffiti przedstawiające parę głównych bohaterów

- Michael J. Fox jako Marty McFly, Marty McFly Jr. (syn Marty’ego), Marlene McFly (córka Marty’ego) oraz Seamus McFly (prapradziadek Marty’ego)
- Christopher Lloyd jako doktor Emmett Brown
- Thomas F. Wilson jako Biff Tannen, Griff Tannen (wnuk Biffa) oraz Buford „Wściekły Pies” Tannen (pradziadek Biffa)
- Lea Thompson jako Lorraine Baines (McFly/Tannen) oraz Maggie McFly (żona Seamusa, praprababcia Marty’ego)
- James Tolkan jako pan Strickland oraz szeryf James Strickland (dziadek)
- Claudia Wells i Elisabeth Shue jako Jennifer Parker (McFly)
- Crispin Glover i Jeffrey Weissman jako George McFly
- Marc McClure jako Dave McFly
- Wendie Jo Sperber jako Linda McFly
- Mary Steenburgen jako Clara Clayton

## Ekipa filmowa
| Film                      | Rok  | Reżyser         | Scenarzyści                                           | Producenci           |
| ------------------------- | ---- | --------------- | ----------------------------------------------------- | -------------------- |
| Powrót do przyszłości     | 1985 | Robert Zemeckis | Robert Zemeckis Bob Gale                              | Neil Canton Bob Gale |
| Powrót do przyszłości II  | 1989 | Robert Zemeckis | Fabuła: Robert Zemeckis Bob Gale Scenariusz: Bob Gale | Neil Canton Bob Gale |
| Powrót do przyszłości III | 1990 | Robert Zemeckis | Fabuła: Robert Zemeckis Bob Gale Scenariusz: Bob Gale | Neil Canton Bob Gale |

## Fabuła

### Powtarzające się motywy
Filmy przedstawiają miasto Hill Valley w kilku epokach – 1985, 1955, 2015 i 1885. We wszystkich trzech częściach pojawiają się wyraźne akcenty charakterystyczne dla swoich epok, ale celowo przedstawione jako podobne. Obecnie wiadomo, że 2015 nie byłby taki, jak przedstawiono w filmie, ale twórcy w 1989 tak wyobrażali sobie świat w 2015 roku.

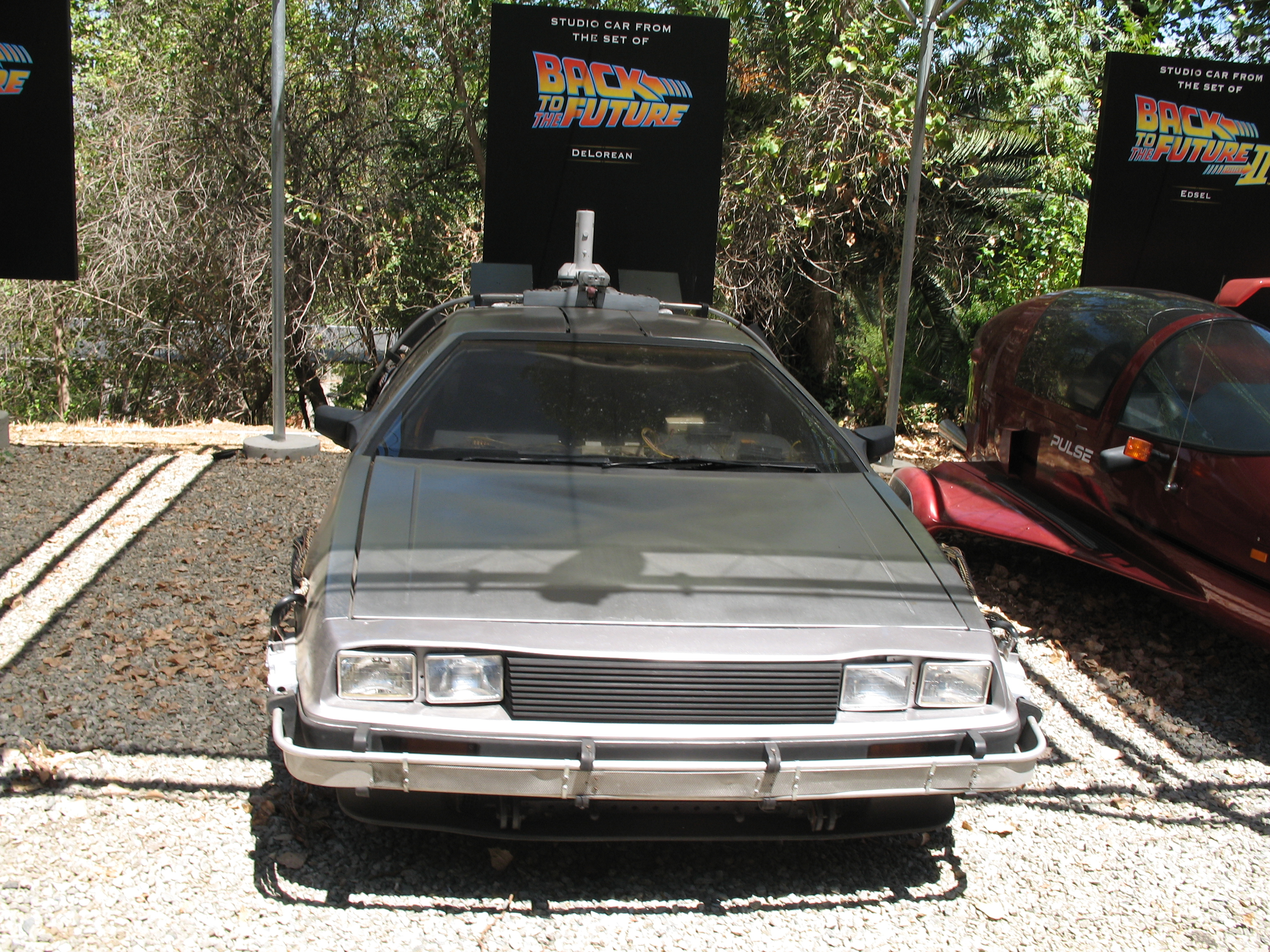
Samochód DeLorean DMC-12 przerobiony na wehikuł czasu doktora Browna

- Deskorolka Marty’ego z lat 80., jej pierwowzór w latach 50. i „deskolotka” w 2015. Marty kilkakrotnie wykorzystuje te pojazdy do ucieczki i w podobnym stylu.
- W każdej części Marty po przybyciu do innych czasów zwiedza z niedowierzaniem Hill Valley i we wszystkich częściach omal nie zostaje potrącony przez samochód (w Części III przez dyliżans).
- Kafejka u Lou w 1955, Kafejka „Lata 80.” w 2015 i Palace Saloon w 1885. We wszystkich trzech Marty ma podobną rozmowę z adwersarzem.
- Kiedy Marty McFly wchodzi do kawiarni (saloonu) zamawia napój (kawę, Pepsi, whisky), którego nie udaje mu się wypić. W tej scenie spotyka także przedstawiciela rodu Tannenów. W Części I, w „Lou’s Cafe” w 1955 roku, Biff zwraca się do George’a McFlya: „Hej, McFly! Myślałem, że powiedziałem ci, abyś się tu nigdy nie pokazywał.”. W Części II w kawiarni „Cafe '80s”, w 2015 roku, Griff zwraca się do Marty’ego Juniora: „Hej, McFly! Mówiłem ci, abyś się stąd nie ruszał!”. Natomiast w Części III w „Palace Saloon”, Buford zwraca się do Marty’ego (myląc go z jego prapradziadkiem Seamusem): „Hej, McFly! Mówiłem ci, abyś nigdy tu nie przychodził.”.
- Strickland, dyrektor ze szkoły Marty’ego, okazuje się być potomkiem szeryfa Stricklanda z końca XIX wieku.
- Biff Tannen, jego wnuk Griff Tannen i przodek – Buford Tannen mają zatargi z członkami rodziny McFly z każdego okresu.
- W Części I, w 1985 roku w Hill Valley ma siedzibę salon sprzedaży samochodów Statler Toyota. W 1955, w tym samym miejscu znajduje się salon Statler Studebaker. W części II, w 2015 roku widzimy Statler Pontiac, który oferuje również przeróbki na poduszkowce (twórcy filmu nie przewidzieli jednak upadku marki Pontiac w 2010 roku). Natomiast w Części III Statler zajmuje się sprzedażą koni i bryczek pod nazwą „Honest Joe Statler”.
- We wszystkich trzech częściach Marty budzi się po wypadku i kobieta, którą gra Lea Thompson, informuje go gdzie i kiedy jest.
- W każdej części członek rodzinny Tannenów przewraca jakąś kobietę na ziemię (w Częściach I i II – Lorraine, w Części III – Clarę).
- Marty ma dwa talenty – potrafi grać na gitarze elektrycznej i strzelać do celu w grach video. Oba przydają się w krytycznych momentach.
- W części I i II Biff wpada samochodem w ciężarówkę pełną gnoju. W części III Buford upada na wóz z gnojem. Obaj stwierdzają zaraz potem „Nienawidzę gnoju”. W 1955, ciężarówka ta ma napis D. Jones, natomiast w 1885 wóz jest oznaczony nazwiskiem A. Jones.
- We wszystkich częściach zbierane są pieniądze na rzecz zegara miejskiego. W Części I i II na odratowanie, w Części III na dokończenie budowy wieży zegarowej.
- Doc Brown, oprócz talentu wynalazcy, potrafi tworzyć niezwykle precyzyjne makiety centrum Hill Valley ze śmieci, zawsze nazywa je „niewyskalowanymi”.
- W Części I Doc Brown zostaje nieoczekiwanie zastrzelony na oczach Marty’ego, jednak później okazuje się, iż Doc miał na sobie kamizelkę kuloodporną. W Części III Marty zostaje zastrzelony na oczach Doc Browna, jednak jak później wiadomo on też miał na sobie prowizoryczną kamizelkę kuloodporną. Natomiast w drugiej części także widzimy kamizelkę kuloodporną – widać ją na filmie oglądanym przez Biffa w jego rezydencji, gdzie używa jej sam Clint Eastwood.
- W drugiej części przed planowaną podróżą z 1985 do 2015, Doktor mówi: „Tam, gdzie się udajemy, nie potrzebujemy dróg”. W trzeciej części przed planowaną podróżą z 1955 do 1885, Brown mówi: „Tam, gdzie się wybierasz nie ma dróg”.
- W I części matka Marty’ego dowiaduje się gdzie mieszka. Marty i Doktor szybko zakrywają DeLoreana. W części trzeciej Clara odnajduje mieszkanie Doktora i również zmuszeni są zataić obecność wehikułu.
- Koszula George’a w I części i rękaw Marty’ego Juniora w drugiej – obaj gdy wchodzą do baru mają niechlujnie ułożoną lewą część – u George’a chodzi o to, że koszula nie jest włożona do spodni, zaś Marty ma zbyt długi rękaw. Obaj naprawiają sytuację po wejściu do lokalu.
- W 1. części, gdy Delorean przenosi się w czasie, jego tylna tablica rejestracyjna (OUTATIME) odpada i wiruje na jezdni przez kilka sekund. Gdy w 3. części Marty wraca z 1885 do 1985, a pociąg niszczy wehikuł czasu, tabliczka w identyczny sposób się kręci – można to uznać za symboliczny Początek i Zakończenie podróży DeLoreana w czasie.

### Powrót do przyszłości
Marty przedstawiony jest jako ambitny nastolatek, zdecydowany osiągnąć więcej niż bezrobotne rodzeństwo i podlizujący się szefowi ojciec. Podczas testowania przetworzonego na maszynę czasu DeLoreana, zostaje przeniesiony do roku 1955, gdzie poznaje swoich rodziców i przypadkiem zapobiega ich pierwszemu spotkaniu. Zagrożony wymazaniem z istnienia Marty, z pomocą młodszego o 30 lat doktora, stara się naprawić zniszczony ciąg wydarzeń i znaleźć źródło zasilania, które pozwoli mu uruchomić napęd czasowy i wrócić do swojego czasu.

### Powrót do przyszłości II
Doc Brown przenosi Marty’ego i jego dziewczynę do roku 2015, gdzie muszą zapobiec tragedii rodzinnej, która ma dotknąć ich dzieci. Gdy wracają do roku 1985, znajdują Hill Valley przekształcone w gniazdo hazardu i walk gangów ulicznych. Aby naprawić linię czasu, Marty i Doc muszą znaleźć podróżującego w czasie winowajcę i wrócić do roku 1955, w którym muszą unikać swoich odpowiedników z pierwszej części.

### Powrót do przyszłości III
Marty decyduje się nie wracać do lat 80., tylko znaleźć doktora Browna, który przepadł z DeLoreanem w roku 1885. Doc, na wieść o grożącej mu śmierci, decyduje się wrócić z Martym do roku 1985 i ostatecznie zniszczyć wehikuł. Podróż w czasie wymaga jednak rozpędzenia samochodu do odpowiedniej prędkości, co nie jest łatwe z powodu przebitego baku. Ponadto Doc zakochuje się w przypadkiem uratowanej kobiecie i postanawia zostać z nią w 1885 roku, co jeszcze bardziej utrudnia powrót do przyszłości.

## Historia
| Data                    | Część         | Wydarzenie |
| ----------------------- | ------------- | --- |
| 24 lutego 1981          | Część I       | Został napisany pierwszy szkic scenariusza przez Roberta Zemeckisa i Boba Gale'a. Marty McFly jest obiecującym muzykiem, ale także nielegalnie kopiuje kasety video w celu zarobienia pieniędzy. Doc Brown jest profesorem, który pracuje na Uniwersytecie w 1955 roku. Miejsce akcji osadzone jest w małym mieście na Środkowym Zachodzie Stanów Zjednoczonych, a nie w kalifornijskim Hill Valley. Wehikuł czasu to nie DeLorean, ale lodówka. Akcja osnuta jest wokół powrotu wehikułem czasu do przyszłości, w czasie trwania testów nuklearnych na pustyni Nevada. Na pierwszy rzut oka ta wersja scenariusza Powrotu do przyszłości znacząco różni się od ostatecznej, lecz mnóstwo szczegółów zostało ustalone już na tym etapie. Podstawowe założenie – chłopak cofa się w czasie, zapobiega spotkaniu swoich rodziców, czym powoduje zmianę przyszłości. Niestety do wyprodukowania filmu była jeszcze długa i kręta droga. Kiedy autorzy wysłali scenariusz do studiów filmowych, wszędzie go odrzucano. |
| 7 kwietnia 1981         | Część I       | Została napisana druga wersja scenariusza. |
| 11 lipca 1984           | Część I       | Została napisana trzecia wersja scenariusza. Od teraz Marty nie jest już dłużej piratem video a Profesor Brown jest odtąd nazywany Doc Brown. Jednak nadal Marty mieszka na Środkowym Zachodzie Stanów Zjednoczonych, w mieście o nazwie Elmdale. Spotyka się on z Doc Brownem przy Centrum Handlowym „Trzy Sosny” i podziwia jego nowy wynalazek – wehikuł czasu zbudowany na podstawie DeLoreana. Punkt kulminacyjny nadal osadzony jest w rejonie testów nuklearnych w Nevadzie. |
| 12 października 1984    | Część I       | Została napisana czwarta wersja scenariusza. |
| 12 listopada 1984       | Część I       | Pierwsze wspomnienie o Powrocie do przyszłości na grupach dyskusyjnych. |
| 26 listopada 1984       | Część I       | Rozpoczęcie produkcji filmu. |
| styczeń 1985            | Część I       | Michael J. Fox zastępuje Erica Stoltza. |
| 28 lutego 1985          | Część I       | Ostatnie poprawki przy czwartej części scenariusza. |
| połowa kwietnia 1985    | Część I       | Zakończenie zdjęć do filmu. |
| 3 lipca 1985            | Część I       | Premiera Powrotu do przyszłości w Stanach Zjednoczonych. Hasła promocyjne: - 17-letni Marty McFly przybył dzisiejszej nocy za wcześnie. 30 lat za wcześnie. - Zawsze się spóźniał na lekcje… Nie był na czas na kolację… Aż pewnego dnia… nie miał czasu na nic. - Poznajcie Marty’ego McFly. Przedarł się przez barierę czasu. Przeszkodził w pierwszej randce rodziców. I być może pozbawił się szans na swoje narodziny. |
| maj 1986                | Część I       | Premiera Powrotu do przyszłości na kasetach video w Stanach Zjednoczonych. Na końcu filmu umieszczono napis „Ciąg dalszy nastąpi…”, którego nie było w wersjach kinowej oraz DVD. |
| data nieokreślona       | Część II, III | Bob Gale pisze scenariusz, którego tytuł brzmi Numer Dwa (Number Two). Szczegóły dotyczącego tej wczesnej wersji są bardzo okrojone, ale wiemy, iż Stary Biff podróżuje z 2015 roku w przeszłość nie do 1955, ale do 1968 roku, co oznacza, iż pojawia się w okresie narodzin Marty’ego. Pomysł, aby wprowadzić nową sekwencję czasową został porzucony przez twórców, gdy zdali sobie oni sprawę, iż mogą zrobić to, czego jeszcze nikt nie dokonał – powrócić w sequelu do oryginalnego filmu! Bob Gale i Robert Zemeckis napisali sequel Powrotu do przyszłości, zatytułowany Paradox. Opierał się on tym samym wątku, który znamy z Części II i Części III, a w zamierzeniu film miał trwać około 3.5 godziny i byłby bardzo drogi w realizacji. Niektóre elementy tego scenariusza zostały porzucone, kiedy zdecydowano o realizacji dwóch oddzielnych filmów. Jednak różnice pomiędzy ostateczną wersją a tym scenariuszem jest niewielka.                                                                   |
| grudzień 1988           | Część I       | Powrót do przyszłości został wydany na dysku optycznym (Laserdisc), wyłącznie w wersji telewizyjnej (pan & scan). |
| 19 grudnia 1988         | Część II      | Została napisana pierwsza wersja scenariusza Części II. Została ona napisana na podstawie wersji Paradox. Interesującym faktem jest to, iż Część II była kręcona pod roboczym tytułem Paradox. |
| 20 stycznia 1989        | Część III     | Została napisana pierwsza wersja scenariusza Części III. W tej wersji znalazło się kilka scen o życiu Doc Browna w 1955 roku. Pracuje on na miejscowym Uniwersytecie na stanowisku doktora nauk fizycznych. Umawia się on z kobietą o imieniu Jill, która jak on lubi książki Juliusza Verne’a. Napisano także kilka scen w 1885 roku, specjalnie dla Crispina Glovera. Miał on zagrać seniora rodziny McFly. W innej scenie Doc Brown wpada na młodszą wersją swojej matki. |
| luty-czerwiec 1989      | Część II      | Produkcja Powrotu do przyszłości Części II (pod tytułem roboczym Paradox) przez Universal Studios i Amblin. Zdjęcia są w całości kręcone w Universal Studios w Kalifornii. |
| sierpień-grudzień 1989  | Część III     | Produkcja Powrotu do przyszłości Części III przez Universal Studios i Amblin. Zdjęcia są kręcone w Universal Studios w Los Angeles, Oxnard oraz Sonorze w Kalifornii. Sceny pustynne są kręcone w Monument Valley w Utah. |
| początek listopada 1989 | Część II      | Pokaz Powrotu do przyszłości Części II na Londyńskim Festiwalu Filmowym. Pokaz ten nie jest uznawany za światową premierę Części II. |
| 22 listopada 1989       | Część II      | Powrót do przyszłości Część II ma swoją premierę w Stanach Zjednoczonych. Hasła reklamowe: - Powrót był dopiero początkiem - Zsynchronizujcie zegarki. Przyszłość powraca… |
| 24 listopada 1989       | Część II      | Część II ma swoją premierę w Wielkiej Brytanii i Kanadzie. |
| 7 grudnia 1989          | Część II      | Premiera Części II w Australii. |
| 9 grudnia 1989          | Część II      | Premiera Części II w Japonii. |
| 14 grudnia 1989         | Część II      | Premiera Części II w Brazylii. |
| 20 grudnia 1989         | Część II      | Premiera Części II we Francji, Belgii i Niemczech. |
| 22 grudnia 1989         | Część II      | Premiera Części II w Holandii i Hiszpanii. |
| koniec grudnia 1989     | Część II      | Premiera Części II we Włoszech. |
| 24 maja 1990            | Część II      | Premiera Powrotu do przyszłości Części II na kasteach video w Stanach Zjednoczonych. |
| 25 maja 1990            | Część III     | Premiera Powrotu do przyszłości Części III w Stanach Zjednoczonych i Kanadzie. Hasło reklamowe: - Zachowali najlepszą podróż na koniec… Ale tym razem posunęli się za daleko. |
| 31 maja 1990            | Część II      | Premiera Powrotu do przyszłości Części II na laser dysku w wersji letterbox. |
| 28 czerwca 1990         | Część III     | Premiera Części III w Australii. |
| 6 lipca 1990            | Część III     | Premiera Części III w Japonii. |
| 11 lipca 1990           | Część III     | Premiera Części III w Belgii i Niemczech. |
| 13 lipca 1990           | Część III     | Premiera Części III w Wielkiej Brytanii. |
| 18 lipca 1990           | Część III     | Premiera Części III we Francji. |
| 20 lipca 1990           | Część III     | Premiera Części III w Izraelu. |
| wrzesień 1990           | Część III     | Premiera Części III we Włoszech. |
| 30 listopada 1990       | Część III     | Premiera Części III w Hiszpanii. |
| 21 grudnia 1990         | Część III     | Premiera Części III w Grecji. |
| 7 lutego 1991           | Część III     | Powrót do przyszłości Część III zostaje wydany na laser dysku w wersji letterbox. |
| 2 maja 1991             |               | Back to the Future… The Ride ma swoją premierę w Universal Studios w Orlando w stanie Floryda. Akcja tego filmu nie jest osadzona w historii trylogii. Przedstawia on przygody Doc Browna, który właśnie założył „Instytut Przyszłych Technologii” i ściga on Biffa Tannena, który przeniósł się do przeszłości – tak daleko, że trafił aż do Prehistorii. |
| 14 września 1991        |               | Premiera serialu animowanego Powrót do przyszłości w telewizji CBS. Serial animowany był produkowany przez Universal Cartoon Studios przy współpracy z Amblin Entertainment. Na obsadę składali się David Kaufman jako Marty oraz Dan (Homer Simpson) Castellaneta jako Doc Brown. Do swojej roli z filmu powrócili Mary Steenburgen jako Clara Clayton Brown oraz Thomas F. Wilson jako Biff Tannen. Sezon pierwszy został wyprodukowany przez Boba Gale'a, a wyreżyserowany przez Peytona Reeda. |
| 9 kwietnia 1992         |               | Gadżety z serialu animowanego Powrót do przyszłości pojawiają się w restauracjach McDonald’s w zestawach Happy Meal - 10 kwietnia 1992 – De Lorean Doktora - 17 kwietnia 1992 – deskolotka Marty’ego - 24 kwietnia 1992 – Junkmobile Verne’a - 1 maja 1992 – Pociąg Einsteina |
| 19 września 1992        |               | Premiera drugiego sezonu serialu animowanego Powrotu do przyszłości w CBS. Bob Gale był kierownikiem produkcji oraz wyreżyserował cały sezon. |
| wrzesień 1995           |               | W sieci pojawia się strona internetowa fanów Trylogii Powrotu do przyszłości, która ewoluuje do BTTF.COM |
| 10 sierpnia 1996        |               | Pożar niszczy dekoracje Hill Valley w Sonorze w Kalifornii. Jak na złość pożar spowodowało uderzenie pioruna, który wywołał pożar na obszarze 5200 akrów. |
| 22 stycznia 1997        |               | Pojawia się strona internetowa fanów Trylogii Powrotu do przyszłości. |
| 6 września 1997         |               | Po raz drugi pożar niszczy dekoracje placu przed sądem w Hill Valley w Universal Studios, Hollywood. Dekoracje szybko odbudowano. |
| 14 lutego 1999          |               | Opuszczone gimnazjum Whittier High School, gdzie kręcono sceny wnętrz w dwóch pierwszych częściach Powrotu do przyszłości spłonęły. Przyczyną było prawdopodobnie podpalenie. |
| 21 września 1999        | Trylogia      | Dziesięć lat po premierze Części II, niewydana z niej muzyka, połączona z muzyką z Części I oraz Części III została wydana na CD pod nazwą „The Back to the Future Trilogy”. |
| 15 lutego 2002          | Trylogia      | Na oficjalnej stronie Universalu została umieszczona informacja oraz zwiastun wydania DVD całej Trylogii. |
| 27 lipca 2002           | Trylogia      | Pojawia się pierwsza recenzja wydania Trylogii na DVD na stronie Michael DVD's Region 4 DVD Info Page. Dotyczy ona wydania dla Regionu 4 (Australia). |
| październik 2002        | Trylogia      | Trylogia Powrotu do przyszłości zostaje wydana na DVD w Polsce. |
| 17 grudnia 2002         | Trylogia      | Trylogia Powrotu do przyszłości zostaje wydana na DVD w Regione 1 (Ameryka Północna). |

## Box office
| Tytuł                     | Data premiery     | Wpływy            | Wpływy                     | Wpływy       |
| Tytuł                     | Data premiery     | Stany Zjednoczone | Poza Stanami Zjednoczonymi | Świat        |
| ------------------------- | ----------------- | ----------------- | -------------------------- | ------------ |
| Powrót do przyszłości     | 3 lipca 1985      | $210,609,762      | $170,500,000               | $381,109,762 |
| Powrót do przyszłości II  | 22 listopada 1989 | $118,450,002      | $213,500,000               | $331,950,002 |
| Powrót do przyszłości III | 25 maja 1990      | $87,727,583       | $156,800,000               | $244,572,583 |
| Razem                     | 39 Lat Temu       | $416,787,347      | $540,300,000               | $957,581,847 |
| Razem                     | 39 Lat Temu       | $1,914,669,194    |                            |              |

## Wydanie DVD

### Historia
Historia wydania Powrotu do przyszłości na DVD sięga początku samego formatu DVD, a więc roku 1997. Mimo wielu zapowiedzi premiera nastąpiła dopiero w 2002 roku. Należy wspomnieć, iż w Polsce wydanie DVD pojawiło się na kilka miesięcy przed premierą w Stanach Zjednoczonych i Kanadzie.
| Data                 | Wydarzenie |
| -------------------- | --- |
| 10 lipca 1997        | Universal Studios Home Video ogłasza, iż Powrót do przyszłości będzie jednym z dziesięciu pierwszych filmów tej wytwórni filmowej wydanych na DVD. |
| 6 października 1997  | Universal Studios Home Video wycofuje się z wydania wcześniej ogłoszonych tytułów, które powstały przy współpracy z Amblin – włączając Powrót do przyszłości i trzy inne filmy. W ich miejsce zostaną wydane inne filmy, które nie mają nic wspólnego z Amblin. |
| 6 października 1998  | Pojawia się krótka zapowiedź Powrotu do przyszłości – Edycji Specjalnej, która ma się ukazać w roku 1999. Można ją zobaczyć na kasetach video z edycjami specjalnymi filmów American Graffitti i Animal House. |
| 19 października 1998 | Universal Studios Home Video ogłosiło, iż Powrót do przyszłości oraz Powrót do przyszłości II zostaną wydane na DVD w pierwszej połowie 1999 roku. DVD z Powrotem do przyszłości będzie miało status Edycji Kolekcjonerskiej. |
| 20 października 1998 | Serwis DVDFile ogłasza specyfikację DVD pierwszych dwóch części. |
| 15 grudnia 1998      | Serwis DTS Online podaje datę premiery Powrotu do przyszłości z dźwiękiem DTS na maj 1999. |
| 17 grudnia 1998      | Redaktor Hill Valley Telegraph Online dowiaduje się, iż premiera wersji z dźwiękiem DTS odbędzie się 4 maja 1999. |
| 4 stycznia 1999      | Serwis Hill Valley Telegraph dowiedział się o szczegółach wydania DVD: - każda część będzie posiadała nowy transfer z oryginalnych kopii filmowych, - na razie nie wiadomo czy filmy będą sprzedawane w zestawach, czy oddzielnie, - na DVD znajdziemy nowy 20-minutowy film dokumentalny reżyserowany przez Laureanta Bouzereau, który będzie zawierał nowe wywiady z Robertem Zemeckisem, Bobem Galem i Michaelem J. Foxem. - Sekrety Trylogii: Powrót do przyszłości, - żaden film nie będzie posiadał komentarzy audio, - nie będzie żadnych scen usuniętych, - nie będzie nigdy nie widzianych scen z Erikiem Stoltzem, - nie będzie innych materiałów dodatkowych, - nie ma na razie dokładnej daty premiery, ale mówi się o maju 1999. |
| 14 stycznia 1999     | Serwis DVDFile ogłasza, iż wydanie bez dźwięku DTS będzie miało premierę 19 kwietnia 1999. |
| 22 stycznia 1999     | Serwis DVDFile ogłasza, iż premiera Edycji Specjalnej DVD została przesunięta na maj 1999. |
| 9 lutego 1999        | Serwis DVDFile ogłasza, iż premiera Edycji Kolekcjonerskiej DVD będzie miała miejsce 15 czerwca 1999. |
| 6 kwietnia 1999      | Serwis DVDFile ogłasza, iż premiera Edycji Kolekcjonerskiej została przesunięta. Przypuszczalnym powodem jest fakt, iż Universal chce umieścić na DVD sceny, które zostały nakręcone z Erikiem Stoltzem, a aktor jest temu przeciwny. Nie pada żadna konkretna data, ale mówi się o jesieni 1999. |
| 7 kwietnia 1999      | Serwis DVD Review potwierdza opóźnienie DVD w związku z materiałami dodatkowymi. |
| 11 maja 1999         | Serwis DVD.COM ogłasza, iż Universal planuje wydanie kolekcji wszystkich trzech filmów na DVD, ale oddzielnie, a nie jako zestaw. Universal nie potwierdza jeszcze daty premiery, ale wszystko wskazuje na późne lato roku 1999. |
| 2 czerwca 1999       | Źródła w Universal Studios Home Video informują serwis BTTF.COM, że wydanie DVD Powrotu do przyszłości zostaje przesunięte na rok 2000. Ma to prawdopodobnie związek z trudnościami z uzyskaniem praw do materiału zdjęciowego z Erikiem Stoltzem. |
| 3 czerwca 1999       | Serwis DVDFile potwierdza wiadomość z Universal Studios Home Video. Oficjalnym powodem przesunięcia zdaje się być dostarczenie najwyższej jakości wydania DVD. |
| 6 czerwca 1999       | Serwis BTTF.COM podaje następujące informacje - Materiał filmowy z Erikiem Stoltzem nie zostanie dołączony do wydania DVD. - Wydanie DVD będzie zawierało nowe wywiady, muzykę z filmu, storyboardy oraz kilka zdjęć Stoltza jako Marty’ego. - Część I zostanie wydana przez Bożym Narodzeniem 1999. - Część II i III zostaną wydane w 2002 roku. |
| 10 czerwca 1999      | Pojawiły się następujące informacje, które są sprzeczne z poprzednimi: - Edycja Kolekcjonerska Powrotu do przyszłości zostanie wydana 16 listopada 1999. - Universal rozpocznie pod koniec lata kampanię reklamową pod nazwą „The Future is Back!”. - Specyfikacja DVD: - Dostęp do scen - Obraz w wersji widescreen (Pan&Scan) - Nowa, zremasterowana ścieżka dźwiękowa - Komentarze z udziałem Michaela J. Foxa, Christophera Lloyda, Lei Thompson, Roberta Zemeckisa, Boba Gale'a i Thomasa F. Wilsona - Trzy usunięte sceny - Oryginalne storyboardy - Szkice koncepcyjne - Kilka niespodzianek… - Do wydanie DVD będzie dołączony zegarek, który chodzi do tyłu. - Wydania DVD Części II i III pojawią się kilka tygodni później.        |
| 11 czerwca 1999      | Serwis DVDFile potwierdził ostatnie informacje na temat premiery i specyfikacji DVD, z wyjątkiem komentarzy. Nie będą to komentarze, a jedynie wywiady z twórcami. |
| 14 czerwca 1999      | Nastąpiła mała zmiana w związku z datami premier. Część I zadebiutuje 23 listopada 1999, a sequele równe 3 tygodnie później – 14 grudnia 1999. |
| 8 lipca 1999         | Serwis BTTF.COM podaje niepotwierdzone informacje na temat Edycji Kolekcjonerskiej DVD: - Menu główne będzie przedstawiało Wieżę Zegarową na tle chmur burzowych z błyskawicami. Będzie można wybrać następujące opcje: PLAY MOVIE, SCENE SELECTIONS, PRODUCTION oraz CAST & CREW. - W dalszym ciągu mogą zostać dołączone materiały z Erikiem Stoltzem. - Ciągle rozważana jest możliwość umieszczenia teledysku „The Power of Love”. - Mają zostać dołączone sceny usunięte. - Rozważa się dodanie komentarzy producentów: Boba Gale'a i Neila Cantona. |

## Krytyka
Podobnie jak inna twórczość fantastyczna, w której przedstawione są podróże w czasie, trylogia Powrót do przyszłości spotyka się z krytyką i posądzeniami o nieścisłości. Mechanizm podróży w czasie przedstawiony w Powrocie do przyszłości zakłada zależności przyczynowo-skutkowe, dotykające podróżnika poza swoją linią czasową, ale następujące z opóźnieniem – zdjęcia wykonane w przyszłości zmieniają się stopniowo, gdy podróżnik modyfikuje przeszłość, ale naprawienie linii czasowej powoduje natychmiastową zmianę. Zdjęcia, gazety i wydruki zdają się być jedynymi „oknami” w linii czasowej, bo pojawiając się w swoim, choć zmienionym czasie, Marty jest zaskoczony i pamięta tylko wydarzenia, które nastąpiłyby bez wprowadzonych zmian. Wyjątkiem jest znikająca dłoń Marty’ego, gdy wszystko wskazuje, że nie dojdzie do jego narodzin.
Doc Brown często wspomina o paradoksach i tragicznych skutkach spotkania swojego odpowiednika z innego czasu. Paradoksalne elementy fabuły zdają się jednak zupełnie umykać jego uwadze. Gdy stary Biff Tannen wraca z roku 1955 do 2015, w roku 2015 nie widać skutków jego wyprawy, które są widoczne w 1985. Zgodnie z wyjaśnieniem doktora parę minut później, nie powinno być to możliwe: jeśli stary Biff mógł wrócić do nienaruszonej linii czasowej to czemu Marty i Doc nie mogli?
- Hipoteza: Stary Biff wracał w momencie, gdy Biff z 1955 roku jeszcze nie zdołał zmienić przyszłości – dlatego wrócił do „swoich” czasów. Marty i Doc cofnęli się w czasie wpadając do już zmienionej linii czasu. Gdyby stary Biff wrócił do swoich czasów po tym, jak młody Biff zmienił przyszłość, Marty i Doc potrzebowaliby drugiego wehikułu, bo pierwszy zostałby w zmienionym 2015 roku.

Niemałe kontrowersje może również budzić kwestia nazwy kanionu w części III. W czasach, kiedy bohaterowie odwiedzają dziki zachód, ma on indiańską (w każdym razie nietypową) nazwę. Prawdziwą nazwę kanionu znają oni z przyszłości, a więc czasów kiedy odkryli nagrobek doktora. Wąwóz nazywa się Clayton od nazwiska nauczycielki, która do niego wpadła i zginęła. Tej samej nauczycielki, która wystawiła nagrobek doktorowi. Jeśli zaś ufundowała pomnik panu Brownowi, nie mogła zginąć wcześniej w kanionie.
- Hipoteza: Nazwę kanionu bohaterowie znają z zupełnie niezmienionej, dziewiczej wersji historii. Gdy Doktor przeniósł się w czasy dzikiego zachodu, zdołał uratować Clarę, która później ufundowała nagrobek – nazwa kanionu nie została zmieniona na Clayton. Marty, uwięziony wtedy w roku 1955, nie znał innej nazwy kanionu niż ta z jego 1985 roku. Gdy cofnął się w czasie, zdołał uratować Doktora.

Jednym z paradoksów, który można dostrzec w filmie jest podarty przez Doktora list, mający ostrzec go przed śmiercią. Z pierwszej części dowiadujemy, się, że Marty napisał 12 listopada 1955 list, gdyż chciał go ostrzec przed śmiercią od strzelaniny z Libijczykami 26 października 1985. Tego samego dnia Doktor podarł list, gdyż nie chciał znać swojej przyszłości. Doktor wysłał Marty’ego do 26 października 1985. Potem skleił list. Dowiedział się o swoim „przeznaczeniu” i założył na spotkanie z Martym kamizelkę kuloodporną. Nie zginął od strzałów Libijczyków. Z drugiej części dowiadujemy się, że doktor 12 listopada 1955 podarł list, gdyż nie chciał znać swojego „przeznaczenia”. Tego samego dnia wysłał Marty’ego do 26 października 1985. Minutę później podbiegł do niego Marty tłumacząc się, że wrócił z przyszłości. Trzecia część nie wskazuje nam tego, że Doktor w 1955 sklejał list. Wysłał Marty’ego 14 listopada 1955 do 2 września 1885. Co dalej, jeśli Doktor nie sklei listu, to nie dowie się o swojej przyszłości, zastrzelą go Libijczycy 26 października 1985, doktor nie przeniesie się do 2015 z Martym i Jennifer. Biff nie poda Biffowi 12 listopada 1955 almanachu. Marty nie zjawi się ponownie 12 listopada 1955. Doktor jednak po wysłaniu Marty’ego do 26 października 1985 sklei podarty list i uratuje się przed strzałami Libijczyków, pojawi się z Martym i Jennifer w 2015. Biff poda Biffowi almanachy 12 listopada 1955. Marty zabierze tego samego dnia Biffowi almanach. Doktor podrze list, który go ostrzega przed śmiercią. Po wysłaniu Marty’ego do 26 października 1985 nie sklei listu, gdyż uwagę odwróci mu Marty, który powie mu, że wrócił z przyszłości. Doktor 14 listopada 1955 wyśle Marty’ego do 2 września 1885 i znów 26 października 1985 zginie od strzałów Libijczyka. Podsumowując fabuła tego filmu, dzięki jednemu, drobnemu szczegółowi została pozbawiona logiki przyczynowo-skutkowej.
- Hipoteza: Marty mógł dać doktorowi dwa listy – jeden do kieszeni, drugi mógł zostawić w laboratorium. Poza tym doktor mógł zebrać kawałki listu i skleić dopiero na początku 1985 roku. Mógł też skleić list dopiero po dłuższym czasie.

W III części trylogii istnieje wątek, w którym w 1885 roku Marty i doktor Brown zastanawiali się nad powrotem do roku 1985 uszkodzonym wehikułem, którym młodzieniec trafił na dziki zachód. Jednak co z De Loreanem, którym dotarł wcześniej doktor Brown? Teoretycznie przecież wystarczyłoby załatać przewód paliwowy pojazdu, którym dotarł Marty i do niego wlać benzynę z pojazdu, którym dotarł doktor i tak mogliby powrócić do 1985 roku.
- Hipoteza: Doktor Brown po trafieniu piorunem w De Loreana w 1955 roku i przeniesieniu się do roku 1885 mógł w którymś momencie utracić benzynę.

## Scenariusze
- Powrót do przyszłości – 1. wersja